# Autofagoszóma
Az autofagoszóma kétrétegű membránokkal rendelkező gömb alakú szerkezet. Ez a kulcsszerkezet a makroautofágiában, a citoplazmatikus tartalmak (például rendellenes intracelluláris fehérjék, felesleges vagy sérült organellumok, behatoló mikroorganizmusok) intracelluláris lebontó rendszerében. A képződés után az autofagoszómák citoplazmatikus komponenseket szállítanak a lizoszómákba. Az autofagoszóma külső membránja összeolvad egy lizoszómával, és autolizoszómát alkot. A lizoszóma hidrolázai lebontják az autofagoszómák által szállított tartalmat és annak belső membránját.
Az autofagoszómák képződését olyan gének szabályozzák, amelyek az élesztőtől a magasabb rendű eukariótákig jól konzerváltak. E gének nómenklatúrája papíronként eltérő volt, de az elmúlt években leegyszerűsödött. A korábban APG, AUT, CVT, GSA, PAZ és PDD néven ismert géncsaládok ma már ATG (AuTophaGy-vel kapcsolatos) családként egyesülnek.
Az autofagoszómák mérete emlősök és élesztők között változik. Az élesztő autofagoszómái körülbelül 500-900 nm, míg az emlősök autofagoszómái nagyobbak (500-1500 nm). A sejtek néhány példájában, például az embrionális őssejtekben, az embrionális fibroblasztokban és a hepatocitákban, az autofagoszómák fénymikroszkóppal láthatók, és gyűrű alakú struktúráknak tekinthetők.